# Совхоз Пожарский
Совхо́з Пожа́рский — село в Пожарском районе Приморского края. Входит в состав Пожарского сельского поселения.

## Этимология
Село названо в честь Героя Советского Союза Ивана Алексеевича Пожарского (1905—1938), погибшего в боях у озера Хасан.

## География
Село Совхоз Пожарский расположено на автотрассе «Уссури» в 36 километрах к югу от административного центра — посёлка Лучегорск.
В 6 км севернее села на автотрассе «Уссури» расположено село Пожарское, в 10 км южнее — село Знаменка. На юго-запад от села идёт дорога к селу Губерово и к станции Губерово.

## Население
| 2002 | 2005 | 2010 |
| ---- | ---- | ---- |
| 295  | ↗312 | ↘212 |

## Улицы
| - ул. Аэродромная, - ул. Молодёжная, - ул. Опытнопольская, - ул. Переселенческая, | - ул. Ракетная, - ул. Степная, - ул. Центральная. |

## Экономика
Сельскохозяйственные предприятия Пожарского района.